# Великокомишуваська волость
Великокомишуваська волость — адміністративно-територіальна одиниця Ізюмського повіту Харківської губернії з центром у слободі Велика Комишуваха.
Станом на 1885 рік складалася з 4 поселень, 2 сільських громад. Населення — 8337 осіб (4224 чоловічої статі та 4113 — жіночої), 1095 дворових господарства.
|                     | Площа, десятин | У тому числі орної, дес. |
| ------------------- | -------------- | ------------------------ |
| Сільських громад    | 16238          | 13777                    |
| Приватної власності | —              | —                        |
| Іншої власності     | 259            | 223                      |
| Загалом             | 16497          | 14000                    |

Основні поселення волості:
- Велика Комишуваха — колишня державна слобода при річці Комишуваха за 25 верст від повітового міста, 4521 особа, 672 двори, православна церква, школа, базари по неділях, 4 ярмарки на рік.
- Грушуваха — колишня державна слобода, 3705 осіб, 405 дворів, православна церква, школа, 2 лавки.